# 循續漸近式類比數位轉換器
逐次逼近模拟数字转换器（英文：Successive-approximation ADC 或 Successive-approximation register ADC，SAR ADC），是一类可将连续的模拟信号转换为离散的数字表示的模拟数字转换器（ADC）。它使用二分查找算法搜索并比较各种可能的输入电压的量化值，最终得到该次转换的数字信号输出。

## 结构图

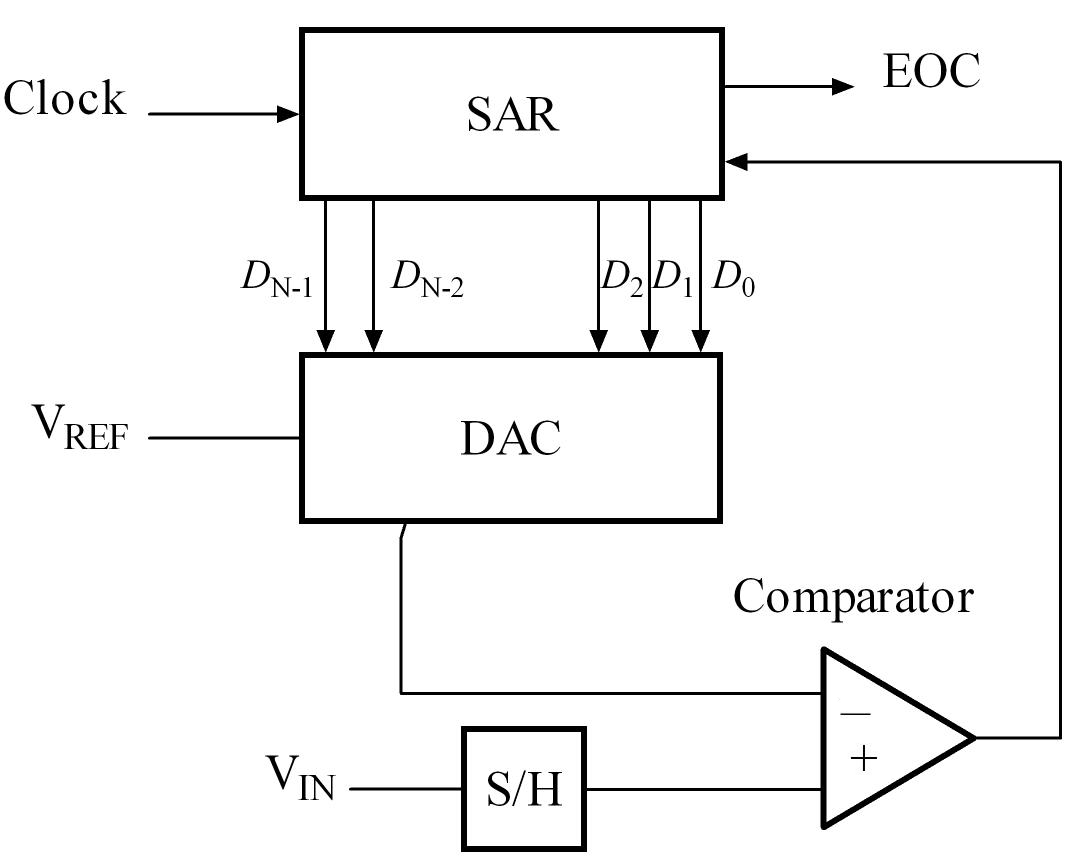
逐次逼近模拟数字转换器结构框图

在图中：
DAC（digital-to-analog converter）：数字模拟转换器
EOC（end of conversion）：结束转换
SAR（successive approximation register）：连续逼近寄存器，用于存放转换的中间结果和最终结果
S/H（sample and hold circuit）：取樣保持电路
Comparator：電壓比較器，对数字模拟转换器输出的电压与输入电压进行比较
VIN：输入电压
VREF：参考电压

## 原理
（以 12-bit 逐次逼近模拟数字转换器為例）：

1. 计数器复位。

2. 使得转换结果寄存器输出为转换器分辨率的一半，对 12-bit SAR ADC而言即为2048。

3. 将转换结果寄存器的内容送给数字模拟轉換器。

4. 倘若输入电压高于数字模拟转换器输出的电压，则转换结果寄存器的值加上 2^(转换器分辨率 - 计数器值)，倘若输入电压低于数字模拟转换器输出的电压，则将转换结果寄存器的值减去 2^(转换器分辨率 - 计数器值)。

5. 计数器加一，重复3、4、5。当计数器达到 12（转换位数时），转换完成。转换结果寄存器即存储了量化后的数字代码。

由此可见，SAR ADC的转换次数与设计分辨率有关。如此转换器要达到 1MSPS 的转换速度时，至少需要 12MHz 的时钟才能够驱动。

## 優點
在積體電路設計裏，使用面積較小，功率消耗相对較低。

## 缺點
1. 轉換速度相对较慢。

2. 由于一次转换需要多次比较，因此对数字模拟轉換器速度、精度要求较高。

## 外部連結
- Understanding SAR ADCs: Their Architecture and Comparison with Other ADCs （页面存档备份，存于） - Maxim
- Choose the right A/D converter for your application （页面存档备份，存于） - TI